# Vallerois-le-Bois
Vallerois-le-Bois település Franciaországban, Haute-Saône megyében. Lakosainak száma 232 fő (2022. január 1.). Vallerois-le-Bois Cerre-lès-Noroy, Borey, Chassey-lès-Montbozon, Dampierre-sur-Linotte, Esprels és Noroy-le-Bourg községekkel határos.

## Népesség
A település népessége az elmúlt években az alábbi módon változott:
| Lakosok száma | 261  | 257  | 256  | 251  | 245  | 240  | 237  | 232  |
|               | 2013 | 2015 | 2017 | 2018 | 2019 | 2020 | 2021 | 2022 |